# Capilares peritubulares
En el sistema renal, los capilares peritubulares son  vasos sanguíneos pequeños que discurren a lo largo de las nefronas, permitiendo la reabsorción y secreción de sustancias entre la sangre y el interior del lumen de la nefrona. 
Los capilares peritubulares adoptan ese nombre porque rodean los túbulos contorneados proximales, los túbulos contorneados distales, como así también el asa de Henle, donde son conocidos como vasa recta. 
Los capilares peritubulares también rodean una parte de los túbulos colectores.
Las sustancias y minerales que requieren ser aprovechados en el organismo son reabsorbidos hacia los capilares peritubulares por medio de transporte activo, o por transcitosis.
Las sustancias y minerales que deben ser excretados como desechos son secretados desde los capilares hacia el interior de la nefrona para ser finalmente enviados hacia la vejiga urinaria y hacia el exterior del organismo.
Básicamente reabsorben las sustancias útiles tales como la glucosa y los aminoácidos, y secreta ciertos iones minerales y exceso de agua hacia los túbulos.
La mayor parte del intercambio a través de los capilares peritubulares ocurre debido a los gradientes químicos, ósmosis y Bombas de Na+
.